# کارول جی بوبکو
کارول جی بوبکو (به انگلیسی: Karol J. Bobko) فضانورد اهل کشور ایالات متحده آمریکا بود که در ۲۳ دسامبر ۱۹۳۷ میلادی در نیویورک زاده شد و در ۱۷ اوت ۲۰۲۳ درگذشت. وی در مأموریت اس‌تی‌اس-۶، اس‌تی‌اس-۵۱-دی، اس‌تی‌اس-۵۱-J حضور داشت.

## زندگی شخصی و مرگ
بوبکو با اف دیان ولش ازدواج کرد و صاحب یک دختر و یک پسر شدند. او با همسرش در هف مون بی، کالیفرنیا اقامت داشت.
کارول جی. بابکو در ۱۷ اوت ۲۰۲۳ در هف مون بی کالیفرنیا در سن ۸۵ سالگی درگذشت.